# Suicide: Alan Vega and Martin Rev
Suicide: Alan Vega and Martin Rev è il secondo album in studio dell'omonimo gruppo musicale statunitense Suicide, pubblicato nel 1980 dalla Ze Records.
Il disco venne prodotto da Ric Ocasek dei The Cars. Registrato nel gennaio 1980, Ocasek diede al tastierista Martin Rev un nuovo equipaggiamento musicale, mentre Alan Vega si distanziò dalla musica per concentrarsi sulle parti vocali. Michael Zilkha della Ze Records fece pressioni per dare all'album delle sonorità più commerciali orientate alla disco music, con la speranza che Giorgio Moroder lo producesse.
L'album fu pubblicato nel maggio 1980 e venne indicato come uno dei migliori dell'anno dalla rivista  NME. Alan Vega disse che "nulla di grosso si smosse per [il gruppo]" dopo la pubblicazione iniziale. Sia Vega sia Rev pubblicarono in seguito dei lavori solisti.

## Descrizione

### Produzione

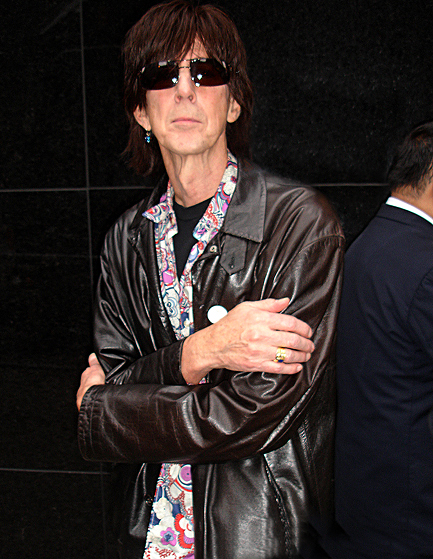
Il cantante dei Cars Ric Ocasek produsse gratis l'album

Dopo un tour di spalla ai Cars, Alan Vega ricevette una telefonata da Michael Zilkha della Ze Records che gli chiedeva se fosse interessato a far firmare ai Suicide un contratto con la sua etichetta discografica. Zilkha diede al produttore Ric Ocasek una copia del singolo I Feel Love di Donna Summer dicendogli che secondo lui i Suicide avrebbero dovuto avere un sound simile. Suicide: Alan Vega and Martin Rev fu prodotto gratuitamente da Ocasek presso gli studi Power Station. L'album fu inciso nel gennaio 1980. Ocasek fornì al gruppo dell'equipaggiamento nuovo in studio, che in gran parte il tastierista Martin Rev non aveva mai suonato prima. Bruce Springsteen stava registrando nello studio accanto e fece visita ai Suicide durante la produzione dell'album.
Alan Vega fu meno coinvolto musicalmente nel disco rispetto al precedente album dei Suicide, dichiarando che la musica fu più una collaborazione tra Ocasek e Rev mentre lui si "concentrò sulle parti vocali". I brani Harlem e Touch Me erano già stati scritti e suonati dal vivo dal duo prima dell'inizio delle sessioni in studio.

### Stile
Originariamente Zilkha sperava di far produrre il disco a Giorgio Moroder così da fargli avere delle sonorità più orientate alla musica disco. Il critico di AllMusic Andy Kellman descrisse il sound di Suicide: Alan Vega and Martin Rev come "meno conflittuale e più contemporaneo" rispetto al precedente album del duo. Martin Rev disse che il testo di Diamonds, Fur Coat, Champagne era circa il "lato decadente della scena notturna". Rev in seguito sentì che l'album non rifletteva propriamente ciò che voleva esprimere il gruppo.
Rev descrisse la copertina dell'album come avente uno stile disco music. E aggiunse anche che Zilkha stava spostando la Ze Records verso la musica disco e cercò di attenuare il più possibile la quantità di sangue presente sulla copertina dell'album.

## Pubblicazione
Prima dell'uscita dell'album, i Suicide pubblicarono su singolo un brano non incluso nel disco, Dream Baby Dream, nel novembre 1979. L'album fu pubblicato nel maggio 1980 con il titolo Suicide: Alan Vega and Martin Rev. Alan Vega dichiarò che c'erano stati problemi con la distribuzione dell'album.
L'album venne ristampato in formato compact disc dalla Mute Records il 18 gennaio 2000. Questa ristampa è intitolata The Second Album ed include tre brani aggiuntivi: Super Subway Comedian, Dream Baby Dream e Radiation. Il secondo disco consiste di materiale dal vivo registrato a New York nel 1975 presso il Museum for Living Artists.

## Accoglienza
| Recensione                    | Giudizio |
| ----------------------------- | -------- |
| AllMusic                      | [ 8 ]    |
| Pitchfork                     | 8.7/10   |
| Q                             | [ 13 ]   |
| The Rolling Stone Album Guide | [ 14 ]   |
| Select                        | 5/5      |
| Spin Alternative Record Guide | 9/10     |

Alla fine del 1980, Suicide: Alan Vega and Martin Rev fu elencato come uno dei migliori album dell'anno dal New Musical Express. Nella sua recensione retrospettiva per il sito web AllMusic, Andy Kellman scrisse dell'album: "Forse non è così rinnegato come Suicide, ma è senza dubbio un lavoro migliore, più realizzato e altrettanto essenziale". Ian Johnston di Select, recensendo la ristampa del disco, disse che l'album era "ingiustamente meno celebrato" e suonava "straordinariamente simile all'elettronica contemporanea", definendolo "un'incisione senza tempo".
La rivista musicale britannica Fact ha inserito il disco al numero 79 nella lista dei 100 migliori album degli anni '80, definendolo un "album sorprendente, che semplicemente si rifiuta di invecchiare".

## Tracce
Lato 1
1. Diamonds, Fur Coat, Champagne – 3:21
2. Mr. Ray (to Howard T.) – 5:14
3. Sweetheart – 3:37
4. Fast Money Music – 3:08
5. Touch Me – 4:24

Lato 2
1. Harlem – 6:38
2. Be Bop Kid – 2:13
3. Las Vegas Man – 4:10
4. Shadazz – 4:25
5. Dance – 3:23

## Formazione
- Alan Vega - voce
- Martin Rev - tastiere, drum machine